# North and South
North and South é o título de três minisséries norte-americanas lançadas pela ABC em 1985 (North and South), 1986 (North and South: Book II) e 1994 (Heaven and Hell: North and South Book III). Baseado na trilogia de romances homónima do escritor norte-americano John Jakes as miniséries (com 15 episódios no total) narram a amizade e o conflito entre dois protagonistas antes, durante e depois da Guerra de Secessão.

## Elenco
| Personagem                                      | North and South 1985                                        | North and South: Book II 1986 | Heaven and Hell: North and South Book III 1994 |
| ----------------------------------------------- | ----------------------------------------------------------- | ----------------------------- | ---------------------------------------------- |
| Orry Main                                       | Patrick Swayze                                              | Patrick Swayze                | (sem crédito)                                  |
| George Hazard                                   | James Read                                                  | James Read                    | James Read                                     |
| Madeline Fabray LaMotte Main                    | Lesley-Anne Down                                            | Lesley-Anne Down              | Lesley-Anne Down                               |
| Constance Flynn Hazard                          | Wendy Kilbourne                                             | Wendy Kilbourne               | Wendy Kilbourne                                |
| Virgilia Hazard Grady                           | Kirstie Alley                                               | Kirstie Alley                 |                                                |
| Ashton Main Huntoon Fenway Jovem Ashton         | Terri Garber Temi Epstein (Ep. 1) Stephanie Jolluck (Ep. 2) | Terri Garber                  | Terri Garber                                   |
| Brett Main Hazard Jovem Brett Jovem Young Brett | Genie Francis Nikki Creswell (Ep. 1) Melissa Manley (Ep. 2) | Genie Francis                 | Genie Francis                                  |
| Elkanah Bent                                    | Philip Casnoff                                              | Philip Casnoff                | Philip Casnoff                                 |
| Charles Main                                    | Lewis Smith                                                 | Lewis Smith                   | Kyle Chandler                                  |
| Billy Hazard Jovem Billy                        | John Stockwell Cary Guffey (Ep. 1)                          | Parker Stevenson              |                                                |
| Stanley Hazard                                  | Jonathan Frakes                                             | Jonathan Frakes               | Jonathan Frakes                                |
| Isabel Truscott Hazard                          | Wendy Fulton                                                | Mary Crosby                   | Deborah Rush                                   |
| Justin LaMotte                                  | David Carradine                                             | David Carradine               |                                                |
| Clarissa Gault Main                             | Jean Simmons                                                | Jean Simmons                  |                                                |
| Maude Hazard                                    | Inga Swenson                                                | Inga Swenson                  |                                                |
| Burdetta Halloran                               | Morgan Fairchild                                            | Morgan Fairchild              |                                                |
| Deputado Sam Greene                             | David Ogden Stiers                                          | David Ogden Stiers            |                                                |
| James Huntoon                                   | Jim Metzler                                                 | Jim Metzler                   |                                                |
| Salem Jones                                     | Tony Frank                                                  | Tony Frank                    |                                                |
| Semiramis                                       | Erica Gimpel                                                | Erica Gimpel                  |                                                |
| Cuffey                                          | Forest Whitaker                                             | Forest Whitaker               |                                                |
| Ned Fisk                                        | Andrew Stahl                                                | Andrew Stahl                  |                                                |
| Maum Sally                                      | Olivia Cole                                                 |                               |                                                |
| Madam Conti                                     | Elizabeth Taylor                                            |                               |                                                |
| Garrison Grady                                  | Georg Stanford Brown                                        |                               |                                                |
| Tillet Main                                     | Mitchell Ryan                                               |                               |                                                |
| Augusta Barclay                                 |                                                             | Kate McNeil                   |                                                |
| Rafe Baudeen                                    |                                                             | Lee Horsley                   |                                                |
| Miles Colbert                                   |                                                             | James Stewart                 |                                                |
| Mrs. Neal                                       |                                                             | Olivia de Havilland           |                                                |
| Rose Sinclair                                   |                                                             | Linda Evans                   |                                                |
| Capitão Thomas Turner                           |                                                             | Wayne Newton                  |                                                |
| Colonel Hiram Berdan                            |                                                             | Kurtwood Smith                |                                                |
| Ezra                                            |                                                             | Beau Billingslea              |                                                |
| Lt. Stephen Kent                                |                                                             | Whip Hubley                   |                                                |
| Hope Hazard                                     |                                                             | Jennifer e Michele Steffin    | Mary Elizabeth McCae                           |
| Sam Trump                                       |                                                             |                               | Peter O'Toole                                  |
| Adolphus                                        |                                                             |                               | Rip Torn                                       |
| Cooper Main                                     |                                                             |                               | Robert Wagner                                  |
| Judith Stafford Main                            |                                                             |                               | Cathy Lee Crosby                               |
| Gus Main                                        |                                                             |                               | Cameron Finley                                 |
| Running Wolf                                    |                                                             |                               | Ted Thin Elk                                   |
| Gettys                                          |                                                             |                               | Cliff De Young                                 |
| Jack Quinlan                                    |                                                             |                               | Woody Watson                                   |

## Sinopse
- North and South (1985, 6 episódios)
- North and South, Book II (1986, 6 episódios)
- Heaven & Hell: North & South, Book III (1994, 3 episódios): Após o final da Guerra Civil americana, os Main e os Hazard lutam para reconstruir suas vidas e enfrentam velhos ódios, ambições desmedidas e um inimigo comum na tentativa de fazer renascer o antigo esplendor de Mount Royal, a fazenda na qual viveram durante a infância.